# Vissiá-cinza
O vissiá-cinza (Rhytipterna simplex) é uma espécie de ave passeriforme da família Tyrannidae que vive na América do Sul.

## Descrição
O vissiá mede aproximadamente 20 cm de comprimento. Apresenta um pequeno penacho no píleo. Sua plumagem é cinza, mais clara por baixo, com tons amarelados na barriga e tingida de castanho nas asas e na cauda. Sua íris é avermelhada.

## Distribuição e habitat
Ocorre em Bolívia, Brasil, Colômbia, Equador, Guiana Francesa, Guiana, Peru, Suriname e Venezuela.
Seu habitat natural é a floresta úmida tropical em baixas altitudes, preferencialmente a menos de 800 m de altitude, mas às vezes até os 1.400 m.